# آراف‌ای اسپا (ای۱۹۲)
آراف‌ای اسپا (ای۱۹۲) (به انگلیسی: RFA Spa (A192)) یک کشتی است که طول آن ۱۷۲ فوت (۵۲ متر) می‌باشد. این کشتی در سال ۱۹۴۱ ساخته شد.